# Asedio de Pals
El asedio de Pals en 935 fue una de las batallas de la Razzia de 935, del Emirato de Córdoba contra el Reino de los Francos.

## Antecedentes
Abderramán III se proclamó Califa en el año 929, rompió todos los vínculos con el Califato de Bagdad, e inició las luchas contra los soberanos cristianos en el año 929, que al morir el rey franco Carlos III de Francia no reconocieron a los reyes Roberto I y Raúl I.
En el mes de junio del 935, un estol musulmán comandado por Abd al-Màlik ibn Said ibn Abi Hamama, compuesto por cuarenta naves, veinte de ellas brulots cargados de nafta e ingenios bélicos marítimos, y veinte que transportaban mil hombres del ejército regular y dos mil marineros para atacar el reino franco salió de Almería.
Al principio, el comandante se dirigió hacia Mallorca, donde permaneció para completar su inspección, y el 1 de julio zarpó en dirección al Ampurdán.

## El asedio
El estol llegó a Pals el 5 de julio, día en el que el pueblo fue asediado. Los defensores salieron de la fortaleza de Pals el 6 de julio para combatir y los musulmanes se enfrentaron, luchando desde la madrugada hasta la tarde. Los francos fueron vencidos y sus hombres fueron asesinados.

## Consecuencias
Entonces, el estol se dirigió hacia Ampúrias donde los francos disponían de puerto y astillero, que fue asediado por tierra y mar, quemando las naves del puerto y los arrabales de la ciudad, matando a todo el que encontraron, unos cuatrocientos hombres. Los habitantes de los alrededores y las guarniciones de los castillos cercanos, al enterarse del ataque, entraron en la ciudad para defenderla.
El 8 de julio quince naves ligeras y reforzadas fueron enviadas a Torroella de Montgrí subiendo por el río Ter, atacando los alrededores mientras que el resto del estol las siguió al día siguiente. Al volver a la desembocadura del río, se enfrentaron con los francos, comandados por Paulo. Poco más tarde, ya de regreso hacia el sur, combatieron nuevamente a los Francos comandados por Bellido, y derrotaron al estol de Barcelona el 15 de julio. En su navegación hacia el sur eran seguidos por el ejército franco, al que nuevamente derrotaron el día 23 de agosto, y finalmente el estol se dirigió a Tortosa.